# God Defend New Zealand
God Defend New Zealand ("Deus defenda a Nova Zelândia", em inglês) é um dos hinos nacionais oficiais, e o único comumente usado, da Nova Zelândia (o outro é God Save the Queen). Possui letra em inglês e maori.
Os direitos de autor sobre a versão inglesa da letra expiraram em 1948, cinqüenta anos após a morte do autor. Há alguma discussão, mas nenhuma explicação oficial, sobre o significado de Pacific's triple star ("tríplice estrela do Pacífico").

## Historia
God Defend New Zealand foi escrito como um poema na década de 1870 pelo imigrante irlandês Thomas Bracken. Uma competição para compor música para o poema foi realizada em 1876 pelo The Saturday Advertiser e o vencedor da competição foi John Joseph Woods de Lawrence, Nova Zelândia. A música foi apresentada pela primeira vez no Queen's Theatre, Princes Street, Dunedin, no dia de Natal de 1876 e em 1897 o primeiro-ministro Richard Seddon apresentou uma cópia de palavras e músicas à rainha Victoria. Uma versão maori da música foi produzida em 1878 por Thomas Henry Smith, de Auckland, um juiz no tribunal de terras nativas, a pedido do primeiro-ministro George Edward Gray.